# Scelolophia damaria
Scelolophia damaria är en fjärilsart som beskrevs av William Schaus 1901. Scelolophia damaria ingår i släktet Scelolophia och familjen mätare. Inga underarter finns listade.